# Love happens
Love Happens és una pel·lícula de 2009 romàntica-dramàtica, escrita i dirigida per Brandon Camp i protagonitzada per Aaron Eckhart i Jennifer Aniston. Va ser llançada el 18 de setembre de 2009. Ha estat doblada al català.

## Trama
Burke Ryan (Aaron Eckhart), és un reeixit doctor i autor d'un llibre d'autoajuda que dona consells sobre com bregar amb la pèrdua d'un ser estimat. Escriu el llibre després que la seva esposa morís d'un accident d'acte com a manera de bregar el dolor. Després de fer un taller en Seattle, d'on era la seva esposa, coneix a Eloise (Jennifer Aniston), una dona que treballa com a florista. Sembla de totes maneres que Burke no ha seguit el seu propi consell, i de fet no ha estat bregant amb la pèrdua de la seva esposa. Al final, confessa a l'audiència que la persona que estava conduint l'acte era ell i no la seva esposa, com anteriorment havia dit. A causa d'això, es culpa a si mateix per la mort d'ella. Eloise, juntament amb el pare de la seva esposa (Martin Sheen), ajuda a Burke amb el passat de la mort de la seva esposa.

## Repartiment
- Aaron Eckhart com Burke Ryan, doctor, un vidu amb un llibre d'autoajuda.[2]
- Jennifer Aniston com Eloise, una florista.[2]
- Frances Conroy com la mare d'Eloise.
- Martin Sheen com el sogre de Burke.[2]
- Judy Greer com Marty, l'empleada de Eloise i amiga.[2]
- Dan Fogler com Lane, el mánager de Burke.[2]
- Joe Anderson com Tyler, el nuvi músic de Eloise.[2]
- John Carroll Lynch com Walter, un dels assistents del seminari.[2]
- Dan Vandenbossche com Beehive.[3]
- Panou com l'executiu d'Unicom #3.[2]

## Banda sonora
La banda sonora fou llançada per Relativity Media.
| Núm.          | Títol                        | Durada |
| ------------- | ---------------------------- | ------ |
| 1.            | «The Time of Times»          | 3:17   |
| 2.            | «Dream»                      | 3:31   |
| 3.            | «Lake Michigan»              | 5:01   |
| 4.            | «Fresh Feeling»              | 3:38   |
| 5.            | «We Will Become Silhouettes» | 4:59   |
| 6.            | «Your Hand In Mine»          | 4:08   |
| 7.            | «Have A Little Faith in Me»  | 4:01   |
| 8.            | «IO (This Time Around)»      | 5:05   |
| 9.            | «Everyday»                   | 3:38   |
| 10.           | «Little Wing»                | 6:02   |
| 11.           | «Love Happens»               | 3:22   |
| Durada total: | Durada total:                | 47:23  |

Totes les cançons foren escrites i compostes per Christopher Young. 
| Núm. | Títol                                            | Durada |
| ---- | ------------------------------------------------ | ------ |
| 1.   | «Love Happens»                                   | 3:18   |
| 2.   | «Kaledoscope Christmas»                          | 2:18   |
| 3.   | «A World In The Three Colors»                    | 2:18   |
| 4.   | «It's MMM...Good»                                | 1:48   |
| 5.   | «Crystal Flowers»                                | 2:12   |
| 6.   | «Walk The Talk»                                  | 1:30   |
| 7.   | «Around Or Through?»                             | 3:55   |
| 8.   | «Past Isn't»                                     | 3:34   |
| 9.   | «Joy Within Each Thought»                        | 1:56   |
| 10.  | «Groove E»                                       | 1:31   |
| 11.  | «Each Decorated Ditch»                           | 2:43   |
| 12.  | «Vodka Logic»                                    | 3:41   |
| 13.  | «Mind Noise»                                     | 4:20   |
| 14.  | «Cinnamon Life»                                  | 2:44   |
| 15.  | «We're A-OK»                                     | 2:44   |
| 16.  | «Love Happened»                                  | 6:02   |
| 17.  | «Baggage Blister Hoedown» (BONUS TRACK)          | 1:53   |
| 18.  | «A Constant Cry» (BONUS TRACK)                   | 3:04   |
| 19.  | «A Dissonant Discourse» (BONUS TRACK)            | 2:57   |
| 20.  | «Why The Hell Am I In Heaven?» (BONUS TRACK)     | 2:38   |
| 21.  | «Not Really Postlude» (BONUS TRACK)              | 3:18   |
| 22.  | «Freud Who?» (BONUS TRACK)                       | 1:52   |
| 23.  | «Fast Toward The Eye (Of Lorelei)» (BONUS TRACK) | 3:49   |

## Producció
Durant el desenvolupament, la pel·lícula va ser coneguda com Bran New Day i Traveling.
La pel·lícula pren lloc en Seattle (Washington), i va ser filmat a Seattle i Vancouver (Columbia Britànica).
El 15 de setembre de 2009, una demanda va ser presentada per dos escriptors al·legant que la premissa de la pel·lícula va ser robada d'ells, buscant una ordre judicial contra el seu llançament o que s'adjudiquin beneficis futurs en la pel·lícula, que es va estimar a $100,000,000.

## Recepció
Rotten Tomatoes va informar que el 17% dels crítics va donar positius comentaris basat en 65 comentaris amb una puntuació de 3,9/10. Un altre crític, Metacritic, que assigna una classificació de crítics, va fer a la pel·lícula una, "generalment desfavorable", puntuació de 33% basat en 25 crítiques.
En la seva setmana d'estrena, la pel·lícula va obrir en el número 4 darrere d I Ca Do Bad All By Myself, The Informant!, i Cloudy with a Chance of Meatballs respectivament amb $8,057,010.